# Всеволод Олександрович
Все́волод Олекса́ндрович (? — після 1245) — князь белзький (1241—1245). Представник Волинської гілки дому Мономаховичів з династії Рюриковичів. Єдиний син белзького князя Олександра Всеволодовича. Кузен руського короля Данила Романовича. Брав участь у битві під Ярославом на боці Данила (1245). Інформація про дружину відсутня. Мав єдину доньку — Гремиславу, згодом видану за опольського князя Болеслава І. Прадід опольського князя Володислава ІІ, який після вигасання династії Романовичів у Руському королівстві керував його землями як «господар і дідич Руської землі».

## Імена
- Все́волод Олекса́ндрович — в українській історіографії з іменем по батькові.
- Все́волод ІІІ — у західній історіографії з номером правителя
- Всесла́в ІІІ Белзький — за назвою князівства.

## Біографія
Точний рік і місце народження Всеволода невідомі. Він був сином белзького князя Олександра Всеволодовича від доньки великого князя київського Володимира Рюриковича.
17 серпня 1245 року Всеволод брав участь у Ярославській битві на боці волинського князя Данила Романовича проти сил угорців, поляків та галицької боярської опозиції на чолі з Ростиславом. В ході битви Всеволод допомагав двірському Андрію стримувати сили Ростислава, але змушений був відступити до Сяну, до стану Данила. Літопис так описує ті події:
Ростислав, отож, виладнавшись до бою, перейшов глибокий яр,— він бо йшов супроти Данилового полку,— але Андрій-двірський постарався, щоб він не зітнувся з Даниловим полком. Прискоривши хід, Андрій зітнувся з військом Ростиславовим кріпко: списи так ламалися об броню, наче це були удари грому, і з обох же сторін многі, упавши з коней, померли, а інші поранені були сильними ударами списів. Данило тоді послав на поміч йому, Андрієві, двадцять вибраних мужів. І хоча боярин Василій Глібович і князі Всеволод Олександрович та Мстислав Глібович, не маючи змоги помогти Андрієві, побігли обидва назад до Сяну, але Андрій, що зостався з невеликою дружиною, в'їжджаючи, кріпко боровся з ними.
Дата й місце смерті Всеволода не відомі. Войтович припускає, що він помер після 1245 року.

## Сім'я
- Батько: Олександр (?—після 1234), князь белзький (1195—1208, 1215—1233), володимирський (1208, 1209—1215)
- Мати: N Володимирівна, донька великого київського князя Володимира Рюриковича
- Дружина: невідома
- Донька: Гремислава  (після 1284—після 1302) ∞ Болеслав I, князь опольський

### Родовід
|  |                                       |  |  |  |  |  |  |  |  |  |  |  |  |  |  |  |
|  | 4. Всеволод, князь володимирський     |  |  |  |  |  |  |  |  |  |  |  |  |  |  |  |
|  |                                       |  |  |  |  |  |  |  |  |  |  |  |  |  |  |  |
|  |                                       |  |  |  |  |  |  |  |  |  |  |  |  |  |  |  |
|  | 2. Олександр, белзький князь          |  |  |  |  |  |  |  |  |  |  |  |  |  |  |  |
|  |                                       |  |  |  |  |  |  |  |  |  |  |  |  |  |  |  |
|  |                                       |  |  |  |  |  |  |  |  |  |  |  |  |  |  |  |
|  | 5. NN                                 |  |  |  |  |  |  |  |  |  |  |  |  |  |  |  |
|  |                                       |  |  |  |  |  |  |  |  |  |  |  |  |  |  |  |
|  |                                       |  |  |  |  |  |  |  |  |  |  |  |  |  |  |  |
|  | 1. Всеволод, белзький князь           |  |  |  |  |  |  |  |  |  |  |  |  |  |  |  |
|  |                                       |  |  |  |  |  |  |  |  |  |  |  |  |  |  |  |
|  |                                       |  |  |  |  |  |  |  |  |  |  |  |  |  |  |  |
|  | 6. Володимир, київський князь         |  |  |  |  |  |  |  |  |  |  |  |  |  |  |  |
|  |                                       |  |  |  |  |  |  |  |  |  |  |  |  |  |  |  |
|  |                                       |  |  |  |  |  |  |  |  |  |  |  |  |  |  |  |
|  | 3. N Володимирівна, київська князівна |  |  |  |  |  |  |  |  |  |  |  |  |  |  |  |
|  |                                       |  |  |  |  |  |  |  |  |  |  |  |  |  |  |  |
|  |                                       |  |  |  |  |  |  |  |  |  |  |  |  |  |  |  |
|  | 7. NN                                 |  |  |  |  |  |  |  |  |  |  |  |  |  |  |  |
|  |                                       |  |  |  |  |  |  |  |  |  |  |  |  |  |  |  |
|  |                                       |  |  |  |  |  |  |  |  |  |  |  |  |  |  |  |